# (11127) Hagi
(11127) Hagi est un astéroïde de la ceinture principale.

## Description
(11127) Hagi est un astéroïde de la ceinture principale. Il fut découvert le 20 octobre 1996 à Sendai par Kiyoshi Kurosu. Il présente une orbite caractérisée par un demi-grand axe de 2,23 UA, une excentricité de 0,16 et une inclinaison de 5,7° par rapport à l'écliptique.

## Compléments